# Jiří Hemelík
Jiří Hemelík (9. prosince 1923 Hradec Králové – 3. října 1990 tamtéž) byl český fotbalový útočník.

## Hráčská kariéra
V československé lize hrál za SK České Budějovice při jejich premiérové účasti v ročníku 1947/48. Vstřelil devět prvoligových branek, čímž byl až do své smrti jedním z nejlepších střelců Českých Budějovic v historii nejvyšší soutěže (stejný počet branek dal Miroslav Šedivý).

### Prvoligová bilance
| Ročník             | Zápasy | Góly | Minuty | Klub                |
| ------------------ | ------ | ---- | ------ | ------------------- |
| I. liga 1947/48    | 19     | 9    | 1 710  | SK České Budějovice |
| CELKEM I. ČS. LIGA | 19     | 9    | 1 710  |                     |